# 溫突
溫突（：／ ondol），是朝鲜半岛傳統的一种居室取暖与休息睡眠的房屋建筑设施。朝鲜冬季寒冷而漫长，一般的床无法抵挡冬天的寒冷，他們就用溫突作为取暖设施。温突的地热来源于烤热的石头，有将石头烤热并保温的意思。平安北道宁边郡塞竹里的古朝鲜温突遗址表明古朝鲜时期，就已经出现了温突。:256在现代公寓中，韩国人也偏好地暖的方式取暖，可以看出韩国人对传统温突的继承:257。

## 图示

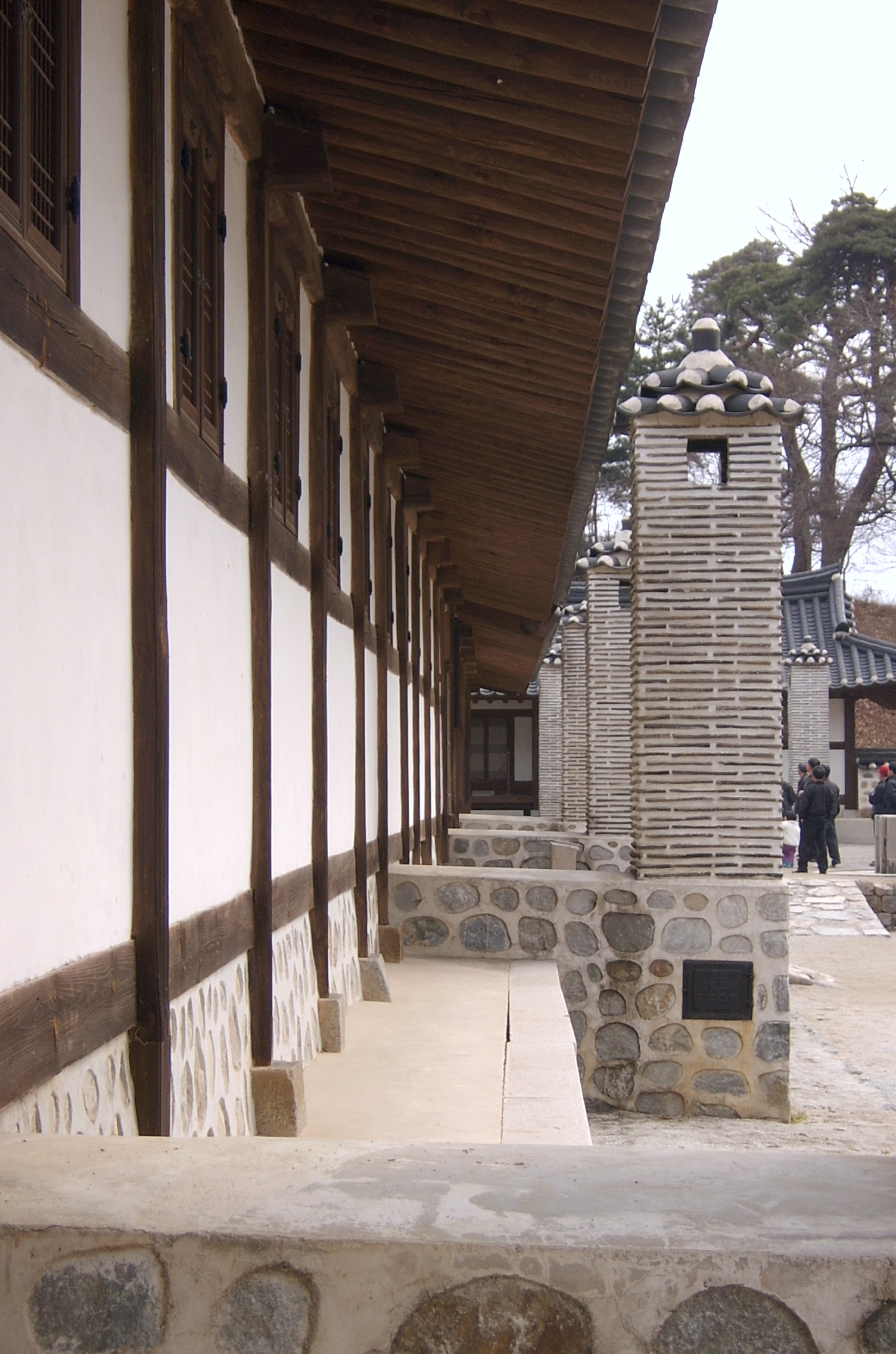
高的烟囱向一侧突出
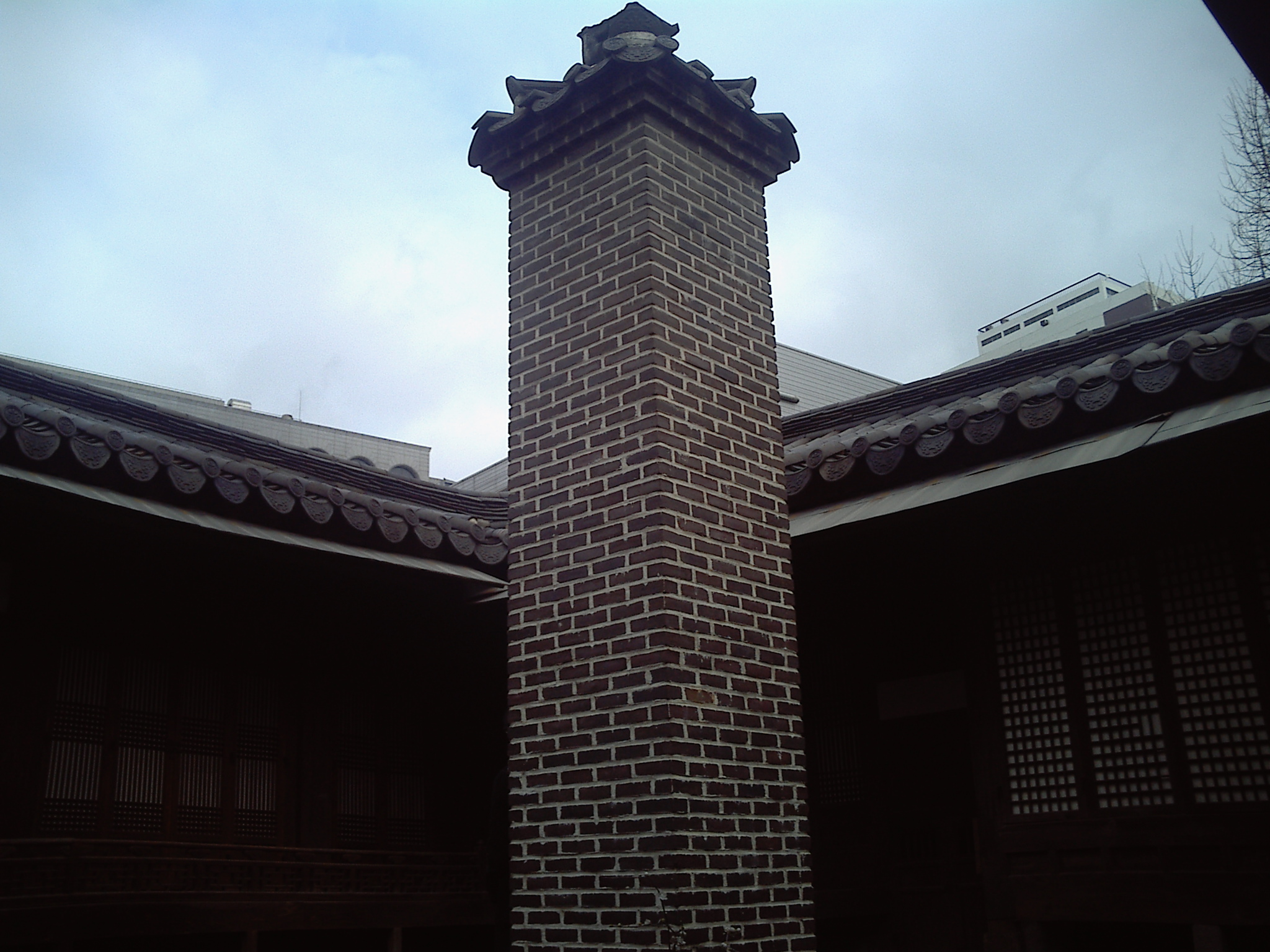
烟囱
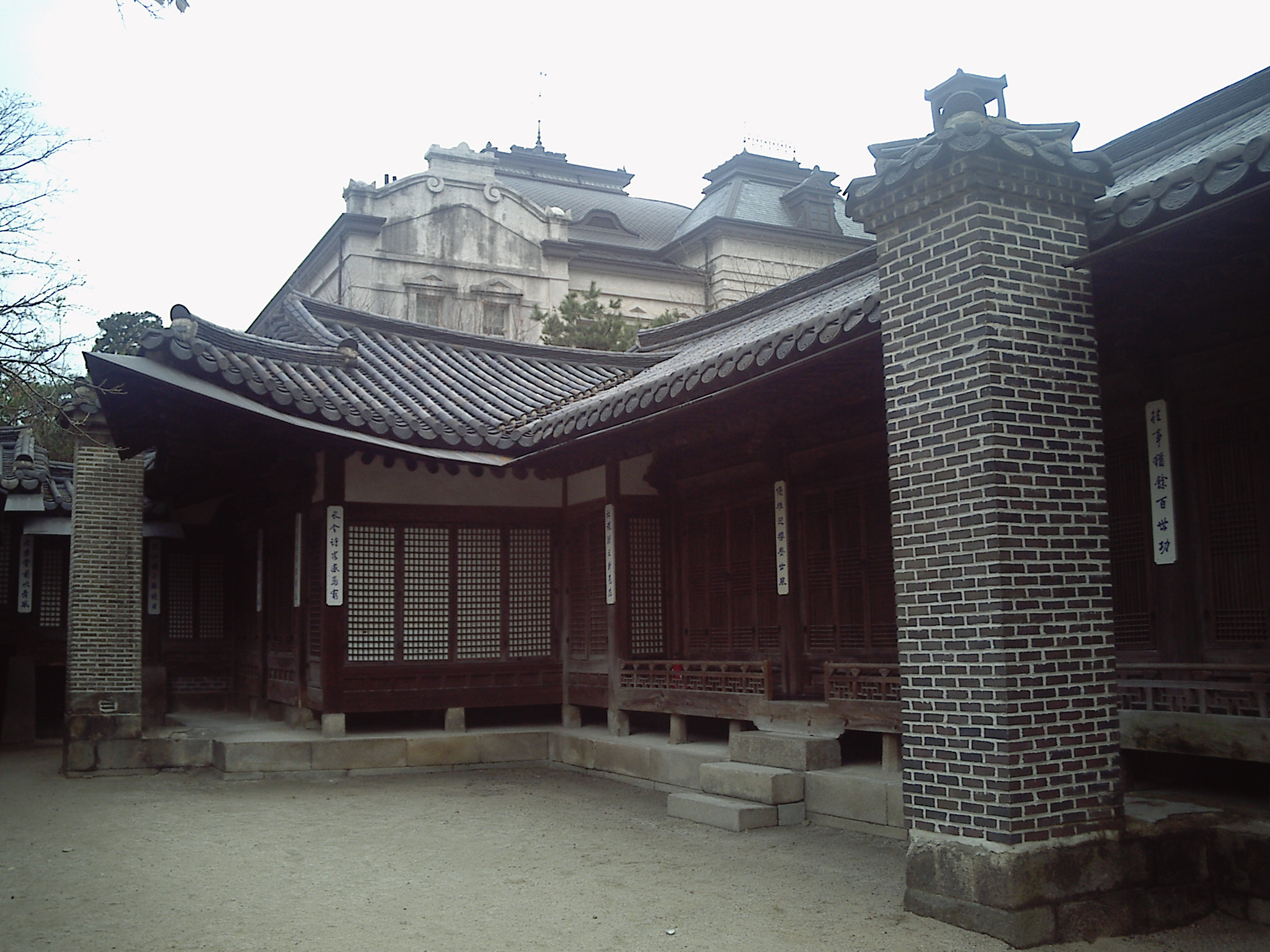
烟囱
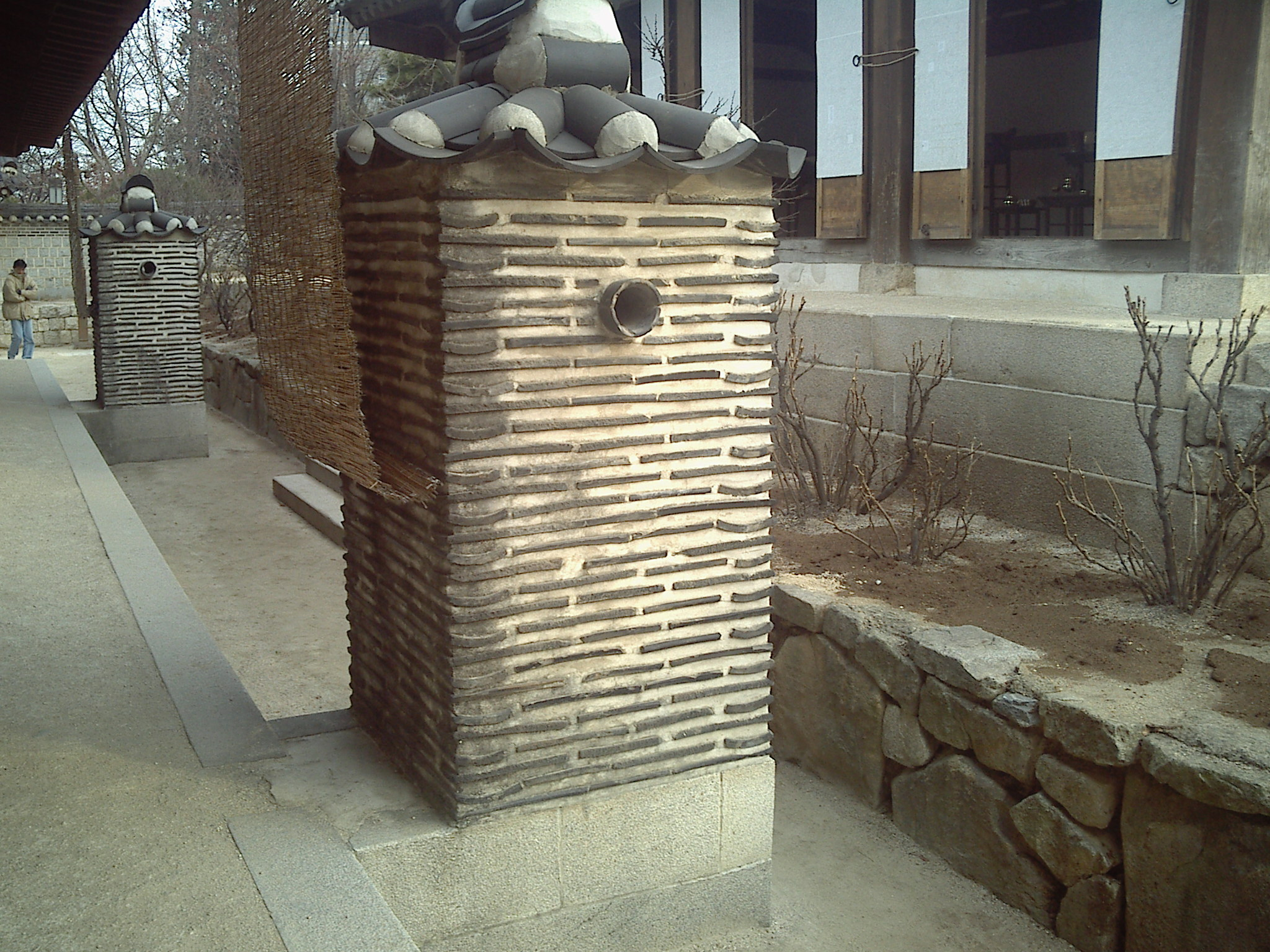
向侧面的排气孔
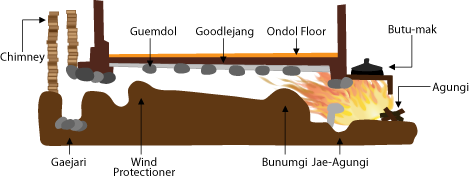